# Arthonia galactites
Arthonia galactites är en lavart som först beskrevs av Augustin Pyrame de Candolle, och fick sitt nu gällande namn av Léon Dufour. Arthonia galactites ingår i släktet Arthonia och familjen Arthoniaceae.   Inga underarter finns listade i Catalogue of Life.